# Аникщяйское районное самоуправление
Аникщяйское районное самоуправление (лит. Anykščių rajono savivaldybė, до 1995 — Аникщя́йский райо́н) — муниципальное образование в Утенском уезде на северо-востоке Литвы.

## Положение и общая характеристика
Граничит с Молетским, Паневежским, Укмергским районами. Административный центр самоуправления Аникщяйского района — Аникщяй. Площадь 1764,9 км². Леса (преимущественно сосновые) занимают 30,7 % территории, торфяники — 25 %, сельскохозяйственные угодья — 56,8 %. По территории района протекает река Швентойи (лит. Šventoji) со своими притоками Аникшта (лит. Anykšta), Яра (лит. Jara), Невежис (лит. Nevėžis), Юоста (лит. Juosta), Вешинта (лит. Viešinta). Имеется 76 озёр. Самая высокая точка района 194 м над уровнем моря. Аникшяйский региональный парк, два гидрографических, два ихтиологических, ботанический, геоморфологический, ландшафтный заповедники.

## История
Район образован в 1950 году из частей Аникщяйского, Купишкского и Утенского уездов. Площадь его составляла 823 км². До 1953 года район входил в Вильнюсскую область. В 1959 году к району присоединёны город Трошкунай (лит. Troškūnai) и часть ликвидировавшегося Трошкунского района. 31 марта 1962 года присоединены город Каварскас (лит. Kavarskas) и большая часть упразднённого Коварского района. В 1962—1978 годах несколько населённых пунктов перешло к соседним Молетскому, Паневежскому, Укмергскому районам.

## Население
| 1959    | 1970    | 1979    | 1989    | 1996    | 1997    | 1998    | 1999    | 2000    | 2001    | 2002    | 2003    |
| ------- | ------- | ------- | ------- | ------- | ------- | ------- | ------- | ------- | ------- | ------- | ------- |
| 51 581  | ↘48 841 | ↘43 101 | ↘38 300 | ↘37 225 | ↘36 960 | ↘36 517 | ↘36 100 | ↘35 604 | ↘35 150 | ↘34 752 | ↘34 297 |
| 2004    | 2005    | 2006    | 2007    | 2008    | 2009    | 2010    | 2011    | 2012    | 2013    | 2014    | 2015    |
| ↘33 783 | ↘33 119 | ↘32 275 | ↘31 583 | ↘30 929 | ↘30 285 | ↘29 632 | ↘28 782 | ↘28 116 | ↘27 479 | ↘26 890 | ↘26 393 |
| 2016    | 2017    | 2018    | 2019    | 2020    | 2021    | 2022    | 2023    |         |         |         |         |
| ↘25 755 | ↘24 999 | ↘24 149 | ↘23 602 | ↘23 038 | ↗23 321 | ↘22 794 | ↘22 651 |         |         |         |         |

Население 32 637 человек (2007). Большинство жителей (95,8 %) — литовцы, 3,2 % — русские, 0,5 % поляков.

## Административное деление

### Населённые пункты
- 3 города — Аникщяй, Каварскас и Трошкунай;
- 8 местечек — Андрионишкис, Дебейкяй, Куркляй, Скемонис, Сурдегис, Сведасай, Траупис и Вешинтос;
- 758 деревень.

Численность населения (2001):
- Аникщяй — 11 958
- Сведасай — 1002
- Каварскас — 809
- Науйейи-Элмининкай — 696
- Трошкунай — 525
- Куркляй — 474
- Ажуожеряй — 452
- Дебейкяй — 452
- Акнистос — 441
- Рагувиле — 398

### Староства
Район включает 10 староств:
- Андрионишкское (лит. Andrioniškio seniūnija; Андрионишкис)
- Аникщяйское (лит. Anykščių seniūnija; Аникщяй)
- Вешинтосское (лит. Viešintų seniūnija; Вешинтос)
- Дебейкяйское (лит. Debeikių seniūnija; Дебейкяй)
- Каварское (лит. Kavarsko seniūnija; Каварскас)
- Куркляйское (лит. Kurklių seniūnija; Куруляй)
- Сведасское (лит. Svėdasų seniūnija; Сведасай)
- Скемонисское (лит. Skiemonių seniūnija; Скемонис)
- Трауписское (лит. Traupio seniūnija; Траупис)
- Трошкунайское (лит. Troškūnų seniūnija; Трошкунай)